# Париз у двадесетом веку (књига)
Париз у двадесетом веку (фр. Paris au XXe siècle) је књига написана  1863. године, а објављена тек 1994, постхумно, француског књижевника Жила Верна (фр. Jules Verne). Српско издање је објавила издавачка кућа "Паидеиа" из Београда 1995. године у преводу Павла Секеруша.

## О аутору
Жил Верн је био француски књижевник, рођен 8. фебруара 1828. године у Нанту, а преминуо 24. марта 1905. године у Амјену, у Француској. Писао је поезију, кратке приче, позоришне комаде и авантуристичке романе. Сматра се једним од најзначајнијих књижевника у Француској и Европи, те другим најпревођенијим аутором на свету од 1979. године.

## О делу
Вернов издавач Пјер-Жил Хецел је упознао јавност са серијалом „Невероватних путовања“ у коме је аутор објављивао дела са географским, геолошким, физичким и астрономским истраживањима које је током година сакупљао. Хецел је имао утицај на Вернове дела па је тако утицао и на настанак књиге Париз у двадесетом веку, верујући да је песимистичко виђење будућности превише мрачно за један породични магазин. Верује се да је први рукопис овог романа након Вернове смрти нестао, а објављен је тек 1994. године.
Радња романа Париз у двадесетом веку се догађа се у Паризу 1960. године. Основна тема је судбина образованог младића Мишела Дифреноа, неприлагођеног друштву у коме царују слепа техника и себична трговина. Приказују се потресне сцене социјалног раслојавања које се историски и десило: сиротиња насељава северна и источна предграђа Париза, а буржоазија конституише отмене четврти на западној страни Париза.
Париз у двадесетом веку је визионарски роман, у коме је Верн описао метрое, аутомобиле, факсове, калкулаторе и још пуно ствари које су се тешко могле замислити 1863. године. Ипак, то богато и технолошки развијено друштво, Верн је приказао у тамним бојама, па је његов издавач одлучио да га одложи у фиоку и напише нешто друго.